# 通天閣
通天閣（つうてんかく、英: TSUTENKAKU TOWER）は、大阪府大阪市浪速区の新世界中心部に建つ展望塔。1912年（明治45年）に初代通天閣が誕生した後、1956年（昭和31年）に2代目通天閣が再建された。2007年（平成19年）5月15日に登録有形文化財となった。公式キャラクターは「ビリケン」。大阪の観光名所ならびにシンボルタワーとして知られる。
通天閣観光株式会社（つうてんかくかんこう、Tsutenkaku Kanko Co., Ltd.）により運営されている。

## 概要
「通天閣」とは「天に通じる高い建物」という意味で、命名したのは明治期の儒学者、藤沢南岳である。
現在の通天閣は2代目で1956年10月28日に完成した。避雷針を含めた高さは108メートル（塔自体の高さは100メートル。避雷針は2016年に3メートルのものから8メートルのものに更新している）。設計者は、ほぼ同時期にできた名古屋テレビ塔、さっぽろテレビ塔、東京タワーなどを手がけた内藤多仲。建設を施工したのは奥村組である。
2代目の通天閣は入場ゲートや展示スペースなどを設けた低層階（1 - 2階）と、展望台などのある高層階（3 - 5階）で本体を構成。入口と2階を往復するエレベータ（低層エレベータ）と、展望台のある4・5階と2階を往復するエレベータ（展望エレベータ）を別々に稼働させている。このような構造のため、入場者が入口から展望台へ向かう場合には、基本として2階で低層エレベーターから展望エレベーターに乗り換える仕組みになっている。
低層エレベータについては、本体とは別に建てられた白色・円柱形の専用棟（エレベータ棟）の中で稼働。エレベータ棟の2階と本体の2階を渡り廊下で連結している。このようにエレベータ棟を本体と分けた構造は、2014年（平成26年）10月から2015年（平成27年）6月まで実施された免震化工事で功を奏したという（詳細後述）。その一方で、再建当初から2001年までは、東洋オーチス・エレベータ（現：日本オーチス・エレベータ）製の円柱形エレベーターを低層用に稼働していた。乗りかごが円柱形のエレベータが設置されたのは、通天閣が世界で初めてとされる。なお、2001年からは、低層エレベータを日立製作所製の円柱形エレベータに更新。本体では、展望エレベータの稼働中に、「ビリケンのイラストや、夜空に浮かぶビリケン座をエレベーターの天井に浮かび上がらせる」という光の演出を施している。
本体の直下を市道が通っている関係で、低層階の1階部分（エントランス）には、市道をまたぐ格好で鉄製の4本の脚（脚部）が四方に据えられている。再建当初から2013年12月19日までは、低層エレベータおよび、エレベータ棟の2階へ通じるらせん階段の乗降口を1階の東側に設置。展望台への入場券（展望券）を、本体の2階で販売していた。しかし、入場者数の増加などを背景に、同年12月20日から展望台への入場ルートを変更。地下1階に展望券売場と低層エレベータの乗降口を新設するとともに、同年6月30日まで地下1階の一角で営業していた「通天閣地下劇場」の跡地を、入場者の待機スペースなどに活用している（詳細後述）。このため、展望台への入場者は、ルート変更前から脚部の間に設けられている地下通路への入口（2ヶ所）から階段でいったん地下1階まで移動。地下1階で展望券の購入と低層エレベータへの搭乗を済ませてから、従来と同じく、2階で展望エレベータに乗り換えるようになった。

### 設計・構造
- 本体：鉄骨造（一部鉄骨鉄筋コンクリート造）[6]
  - 塔高：地上108メートル[6]
  - 幅：24メートル[6]
  - 脚間：24メートル[6]
  - 重量：1000トン[12]
- 展望台：鉄骨鉄筋コンクート造（周囲ガラス張り2階建て）[6]
  - 高さ：4階床まで84メートル、5階床まで87.5メートル[6]
- 補助棟：鉄骨鉄筋コンクリート造[6]
- 性能：阪神・淡路大震災級の直下型地震[* 2][13]、風速80メートル毎秒 (m/s) の強風[12]に耐えられる。

### 運営主体
通天閣観光株式会社は第二次世界大戦後に通天閣を再建する地元の声がもととなり、1954年（昭和29年）9月4日に新世界町連合会役員らを中心に創立事務所が設置され、1955年（昭和30年）7月6日に設立された。
2024年（令和6年）12月4日、同月27日付で南海電気鉄道が本企業株式の70%を取得し、子会社化。南海グループ入りすることを発表した。

## 初代通天閣
1903年の第5回内国勧業博覧会誘致において、東京との激しい招致合戦に勝利、パリに飛びパリ万国博の仕組みを詳細に調査して成功に導いた、当時の大阪商業会議所会頭・土居通夫が理想的娯楽園を作るために、この博覧会の跡地に新世界ルナパークを開設してパリのエッフェル塔を真似た「通天閣」と呼ばれる塔の建設を構想する。他者の構想をインパクトがないとして次々と没にした土居は周囲の猛反対を押し切って、パリの凱旋門にエッフェル塔の上半分を乗せたような初代通天閣を提案、1912年7月3日にルナパークと共に建設された。設計は設楽貞雄。建設費用は約9万7000円で、当初の入場料は10銭。高さは300尺（91メートル）と宣伝されたが、実際は250尺、約75メートルであった。
東京・浅草の凌雲閣、神戸・新開地の神戸タワーとともに「日本三大望楼」と称された。
初代通天閣は1943年1月、間近にあった映画館からの延焼火災で損傷。その後、戦時下での鉄材供出のため、同年2月20日から鉄骨の切断・解体工事が行われ撤去された。

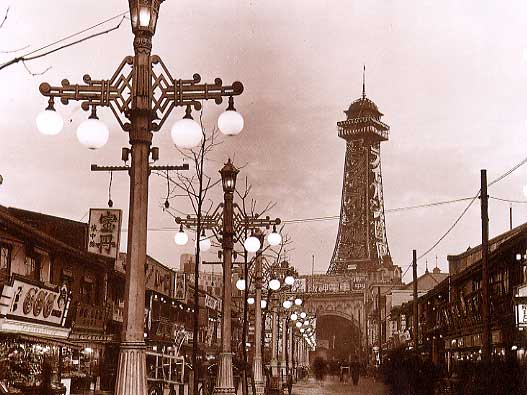
初代通天閣と戦前の新世界

## 2代目通天閣

### 再建への経緯
1953年頃、地元新世界の有志らにより通天閣の再建話が持ち上がる。当初は笑い話として地元では相手にもされなかったが徐々に現実味を帯び、やがて「通天閣再建委員会」へと発展した。だが初代通天閣の有った場所には既に民家が建ち並んでおり、ほど近い公園に再建することとなった。
設計の内藤が紹介した竹中工務店とは予算面で折り合いがつかず、2億7000万円で奥村組が施工することとなった（その後の追加工事で、最終的に建築費総額は3億4000万円となった）。1955年8月17日に起工された建築工事については死者などは出なかったが、事務所スペースの確保をすっかり忘れており、工事の途中に慌てて中2階を付け足すといったトラブルがあった。構造材の鉄骨は溶融亜鉛めっきされた品質の高い物で、阪神・淡路大震災の翌年1996年の改修工事時に確認したところ、びくともしていなかったという。
運営会社については資金調達に難儀し、資本金として3500万円を予定したところ2500万円足らずしか集められず、再建に携わった人員の一部が個人的に高利貸しから資金を調達し、それに充てることとなった。さらに登記の2 - 3日前に他の人物が「通天閣株式会社」を登記しており、やむなく「通天閣観光株式会社」として発足した。

### ネオン広告
再建翌年の1957年7月22日から、総合電機企業の日立製作所が、塔の側面に文字広告を掲出。当初は、松下電器産業（現：パナソニック）に広告の掲出を打診したが、当時社長だった松下幸之助の判断で掲出を見送った。幸之助は配線工として初代通天閣の工事に携わっていたが、日立のネオンが「地元の名物」として広く認知された後年に、広告の掲出を見送ったことを悔いたという。
塔の側面は8面で構成され、展望台下の「腕」と呼ばれる出っ張りがある箇所でくびれて、「腕」より下は三角形4面と四角形4面、「腕」より上は逆三角形4面と四角形4面をそれぞれ交互に配し、いずれも東西南北4面が四角形の面となる。文字広告などが掲出されるのは四角形の面で、三角形や逆三角形の面には掲出されない。
「腕」より下は、西面以外の3面に広告が掲出される。新世界の敷地が南北に長く、東は天王寺公園に隣接することもあって、堺筋が縦断する市街地側の西面は「公共面」として、広告は掲出されない。西面には、1957年から1967年までは大型の寒暖計（マンモス寒暖計）を設置し、以降は地域社会への貢献を目的とした、大阪府・浪速警察署・浪速消防署による3パターンの標語（地元の中学生からの公募で選ばれた交通安全の標語など）を交互に表示できるネオンを設置している。現在は、日立の製品名を表示できるネオンを北面と南面、日立の英語社名ロゴ (HITACHI) と日立グループのスローガン (Inspire The Next) を交互に表示できるネオンを東面に設置。一時は、4面とも社名（日立）のみのネオンで構成したり、大阪万国博覧会のPR・大阪21世紀計画に関するメッセージ・国際花と緑の博覧会のカウントダウンなどのネオンを東面に取り付けたりしていた。
「腕」より上は、展望台の下端まで少しスペースがあり、天王寺公園に隣接する東面には、2016年の改修（詳細後述）までアナログ形式の大時計を設置（以降も大時計用のLEDビジョンを設置）。大時計にオルゴールを取り付けた1970年以降は、オルゴールで演奏された日立のCMソング（現在は「この木なんの木」）のメロディーが、少なくとも毎日正午にスピーカーを通じて流されていた。東面以外の3面には、2001年まで日立の社章である「日立マーク」（「亀の甲マーク」「亀の子マーク」とも）が取り付けられていた。日立マーク撤去後は、ライトアップの効果を高めるべく、横方向3本のネオンラインが設置された。なお、2023年の改修（詳細後述）によって、大時計用のLEDビジョン設置個所は東面から南面に変更され、3本のネオンラインは撤去されている。
オイルショックに伴う通産省（当時）の省エネ指導を受けて、1974年1月16日から1976年7月2日までは全面消灯を実施。1976年7月3日から1979年4月27日までは、「消費電力を以前の4分の1に抑える」という条件で、一部のネオンを点灯させていた。関係者による交渉や運動などの結果、1979年4月28日に全面点灯を再開。地元では、再点灯初日から3日間にわたって祝賀カーニバルが催されたという。
2012年からは、女性に乳がん検診の早期受診を勧めるピンクリボン運動の一環として、乳がん検診推進月間初日（10月1日）の夜間にピンク色のネオンを点灯させている。2015年には、阪神タイガースによる球団創設80周年記念プロジェクト「Yellow Magicプロジェクト」とのコラボレーション企画として、公式戦開幕日の3月27日から「イエローライトアップ」を随時実施。実施期間中には、広告以外のネオンの色を、阪神のチームカラーである黄色（イエロー）に変えていた。
全面点灯の復活後も、5 - 6年に1回のペースで実施するネオン広告のリニューアル工事や、ライトダウンキャンペーンへの協力などを目的に一部消灯や全面消灯を実施する日がある。

### 「免震レトロフィット工法」による世界初の展望塔免震化工事
1994年から1996年にかけて、約9億円を投じて改修工事を実施。しかし、奥村組が東北地方太平洋沖地震（東日本大震災）の発生翌年（2012年）に耐震診断を実施したところ、「阪神・淡路大震災級の直下型地震では倒壊しないものの、展望台を直接支える鉄骨がゆがむ可能性がある」という結果が示された。
耐震診断を依頼した通天閣観光では、この結果を受けて、2013年8月に奥村組・竹中工務店・飛島建設を対象に地震対策工事の技術提案と見積もりを依頼。奥村組と飛島建設は制震工法による改修工事（制震化工事）、竹中工務店は免震工法による改修工事（免震化工事）を提案したため、専門家による審査を経て竹中工務店を工事の発注先に決定した。
免震化工事は総事業費約6億円で、2014年10月から2015年6月まで実施。2015年7月3日には、エントランスで竣工式を開催した。見積り額は他の2社の案を1.5倍ほど上回っていたが、通天閣観光の高井隆光副社長（当時）によれば、「地震発生時の来場者の安全・安心を考えると、揺れを抑える効果で勝る免震が良いと判断した」という。
竹中工務店では、繁華街である周辺地域に及ぼす工事の影響や、文化財としての本体の価値を考慮したうえで「免震レトロフィット」と呼ばれる工法を導入。通天閣観光への技術提案に際しては、本体高層部の外観を損ねないことを前提に、同社が特許を出願済みの技術によって地上10メートルに相当する脚部の基壇部に免震装置とオイルダンパーを埋め込む案や、じゃばら状に変形することで振動を軽減するエキスパンションジョイントを本体とエレベーター棟をつなぐ渡り廊下の連結部分に新設する案を提示した。この案では、地震が発生した際の振動の大きさが耐震改修の場合に比べて3分の1程度にまで抑えられることや、エキスパンションジョイントの設置によって低層エレベーターの安全性を確保できることが見込まれている。
竹中工務店が当初立てていた耐震化工事の基本計画では、およそ9カ月にわたる工事期間中を通じて、通天閣および周辺店舗の営業を中断させることを想定していた。しかし、営業の中断が経済面などに莫大な影響を及ぼしかねないことから、結局は営業を続けながら工事を実施する方針に転換。市道をまたぐエントランスの天井部分（地上8メートル）に工事用のステージを設置した上で、必要な資材を全て営業時間外の夜間に搬入することによって、何重もの安全対策を講じながら「『通天閣の営業継続』と『市道の真上での耐震化工事』の両立」という世界初の試みを実現させた。なお、地下1階でも、フロアの改装を兼ねた耐震補強改修工事を2013年9月24日から12月上旬まで実施している。

### エントランスの天井画
初代通天閣のエントランスには、1911年から1943年の解体まで、地元の化粧品メーカー・中山太陽堂（現：クラブコスメチックス）がクジャクの天井画の広告を掲出していた。
通天閣の再建後は、エントランスの天井に特別な装飾や広告を設置していなかった。クラブコスメチックスでは、前述の耐震化工事の決定を機に、天井画を復刻させた上で通天閣観光へ寄贈する計画を始動。織田一磨が描いた初代天井画の草稿を基に、日本画家の沖谷晃司が原画（花園に遊ぶクジャク図）を作成した。
耐震化工事では、脚部の基壇部に耐震装置とオイルダンパーを埋め込んでから、基壇部の上部（地上約12メートル）にある八角形状のエントランス大天井に「花園に遊ぶクジャク図」の再現画を設置。2015年7月の竣工式で、初めて一般に公開された。なお、天井画の復刻に際しては、初代の天井画に記されていた商品名（現在では製造・販売を終了している「クラブ」ブランドの化粧水・白粉・歯磨・洗粉）のロゴもそのまま再現。大天井の中心部と四方にLED照明装置を備えたことから、竣工後は毎日、日没から23時まで天井画のライトアップを実施している。

### 2代目通天閣開業60周年記念企画
2016年10月28日に2代目通天閣が開業60周年を迎えたことを記念して、同年9月から2017年2月までは、日立製作所がLED・ネオン広告の全面リニューアル工事を営業時間の終了後に実施。工事期間中には営業を続ける一方で、ネオン広告を四面とも大型の広告看板で覆ったため、夜間のライトアップを全面的に休止していた。
この工事では、後述する天気予報ネオンや時計に、LEDを利用した動画ビジョンを採用。また、塔頂部に設置している避雷針を従来より長いものに交換することで、避雷針の先端部を地上108メートルの高さにまで引き上げた。その結果、2017年2月10日の夜からは、動画ビジョンによるライトアップを始めている。
また、日立製作所では、60年間にわたる2代目通天閣の変遷を映像でたどるスマートフォン向けの拡張現実 (AR)・仮想現実 (VR) アプリを制作。2016年12月10日以降、同社および通天閣観光などの公式サイトなどから、順次無料で配信している。

### 新型コロナウイルスへの感染拡大に伴う対応

#### 2020年
年頭から世界規模で新型コロナウイルス (COVID19) への感染が拡大している2020年には、1月1日から4月8日まで全面営業を継続。感染拡大への防止策として、入場者の体温を入場時に非接触方式で測定したほか、展望台への入場者には「社会的距離」（2メートル以上の間隔）を空けることを求めていた。
さらに、感染拡大の影響で関西各地の観光施設が観光客の大幅な減少や休業を余儀なくされたことを背景に、通天閣観光の取引先が上記施設の観光客への土産用に取り扱っている食品から、賞味期限間近の在庫品を大量に買い取り。取引先への支援を目的に、3月13日から「STUDIO210」（地下のイベントスペース）内の特設コーナーを通じて在庫品の販売を始めた。販売価格は通常より3 - 7割安く設定しているが、同コーナーで完売しても在庫品の引き受け量は増える一方で、4月2日からは数量限定の「5千円おまかせパック」（1万円相当の土産用食品をランダムに封入したパック）もインターネット向けに不定期で販売している。
2019年から通天閣観光の代表取締役社長を務める高井隆光は、日本政府が新型インフルエンザ等対策特別措置法に基づく緊急事態宣言を発出した後も、対象の施設を特定した休業命令が出されるまで通天閣の全面営業を続ける方針を示していた。「（新型コロナ）ウイルスを軽視してはいないが、一時的にでも（休業して）通天閣の灯火を消してしまえば、地域の経済が死んでしまう」との危機感を反映した方針であったが、実際には例年に比べて入場者数が大幅に減少していたほか、通天閣周辺の商店が相次いで休業。結局、宣言発出の翌日（2020年4月8日）から宣言解除後の5月29日まで、展望台の営業を休止した。
なお、「STUDIO210」のある「通天閣地下わくわくランド」の営業や、ライトアップについては展望台の休業期間中も継続。4月27日からは、新型コロナウイルス感染症の治療に尽力する医療従事者へ感謝の意を示す活動の一環として、日没から23時まで青色のライトアップを実施した。当初は5月30日までの実施を予定していたが、いわゆる「大阪モデル」（新型コロナウイルスの感染拡大に伴う自粛の要請・解除に関する大阪府独自の基準）を提唱する吉村洋文（大阪府公選第20代知事）からマスメディアを介した要請を受けて、5月11日からライトアップの内容を変更。「大阪モデル」で定めた警戒基準の到達レベルに応じて、交通信号のように赤・黄・緑のライトを点灯することや、通常は大時計を表示するLEDの画面に「もずやん」（大阪府のメインキャラクター）の表情を映し出すことによって、府内における感染状況の周知を図った。
2020年5月30日から、営業時間を短縮することを条件に、展望台の営業を再開。「大阪モデル」に基づくライトアップも、警戒レベルの最も高い赤色ライトを点灯する事態を回避した末に、同年6月30日で終了した。ただし、前述した感染防止策を営業再開後も継続するほか、展望台に向かうエレベーターの定員を収容人数の半分（最大8名）に制限。「足の裏を手で撫でると御利益がある」とされる展望台内のビリケン像（3代目）については、一般公開を再開する一方で、足の裏に手で直接触れない「エアタッチ」を入場者に要請している。
もっとも大阪府内では、前述したライトアップの終了後に、医療体制が逼迫するほど新型コロナウイルスへの感染者や重症者が急増。2020年12月3日からは、この状況を「大阪モデルにおける非常事態」と判断した大阪府からの正式な要請によって、ライトアップを再開している。実際には、同日から12月11日まで、非常事態を示す赤色のライトを点灯。翌12日から31日まで再開前と同じ趣旨で青色のライトアップを実施したが、12月28日に展望台で予定していた年末恒例行事「干支の引き継ぎ式」については開催を初めて見送った上で、「引き継ぎ」の際に披露される予定だった口上を公式サイトで公開している。
その一方で、「大阪府民の大人が“通天閣に登ったことない“ってアカンでしょ!」と銘打って、12月19日（土曜日）から「大阪府民限定『通天閣』大人入場料金半額キャンペーン」を開始。大阪府民（複数の場合には代表者が大阪府民）の「大人」であることを運転免許証などの提示によってチケットカウンターで証明できた来場者を対象に、当日券限定で一般展望台への入場料金（通常800円）を半額、特別屋外展望台とのセット料金（通常1,300円）を700円（約46パーセントの割引）に変更する。また、場内のショップで2,000円（消費税抜き）以上の商品を購入した場合にも、同様の証明によって購入代金を10パーセント割り引く。当初は2021年1月11日（月曜日・成人の日）までの実施を予定していたが、翌12日（火曜日）から割引の対象者を関西2府4県の在住者に拡大した上で、2月28日（日曜日）まで延長している。

#### 2021年
大阪府民の幸福と繁栄を祈願する目的で1956年から毎年執り行われている「通天閣節分福豆まき」のうち、著名人による特別屋外展望台からの「福豆まき」を、節分前日（2月1日）の午前10時台に開催。例年は正面玄関前で実施していた一般向けの「福豆まき」については、新型コロナウイルスへの感染拡大防止策の一環で、豆の総量を前年（2020年）の1/5程度（約20kg）まで減らした上で「福豆配り」（玄関前に設けた机に福豆が入った袋約1000個を置く非接触方式で配布）に変更された。
その一方で、通天閣観光では4月から、「通天閣オフィシャルショップ」（土産品の売店や菓子メーカーのアンテナショップを併設した2階建ての別館）として通天閣の北側（通天閣中央商店街）に「通天閣ANNEX」（つうてんかくアネックス）を開設している。

#### 「TOWER SLIDER」（タワースライダー）の設置
3階の中間展望台（地上22メートル）からおよそ30度の斜度で地下1階の「お帰り口」（出口）へ至るステンレス製の滑り台で、2021年に来場客の総数が例年の100万人以上から約33万人にまで減少した通天閣に客足を取り戻すべく、同年12月13日から通天閣観光・竹中工務店・株式会社タンデムの3社共同事業として設置工事を開始。前述した展望塔免震化工事と同様に、営業時間外に工事を進めた結果、翌2022年の4月中旬に設置が完了した。
「TOWER SLIDER」は全長およそ60メートルで、エレベーター塔を1周半にわたってスパイラル状に周回できるよう設置。滑降時間はおよそ10秒で、天井部分に透明の遮熱ポリカーボネート板を使用することによって、通天閣を仰ぎ見ながらの滑降を可能にしている。その一方で、チューブ状のスロープを採用することによって滑降中の安全性を確保したほか、搭乗口の上下に支柱を配するなど免震構造を導入。非常事態（地震など）が発生した場合には、避難通路として活用することを想定している。
もっとも、計画の当初は2億5000万円規模と見込まれていた総工費は、結果としておよそ3億円にまで達した。通天閣が完成した1956年時点での設計図を基に工事を始めたところ、設計図では「真円」として描かれていたエレベーター塔が実際には「楕円」であったことが工事中に初めて判明したほか、設計図での数値と実測値が一致しない事態が相次いだことによる。
実際には、2022年5月9日（月曜日）から営業を開始。営業時間は10時 - 19時30分で、展望台への入場料とは別の利用料金（1回1,000円）を設定しているほか、利用に際しては年齢制限（7歳から64歳まで）と体重制限（100キログラム以下）を課している。

### 入場者数
2代目通天閣に建替えられた1956年10月28日の開業日に10,496人の入場を記録するなど人気を博し、年間入場者も155万人を超えていたが、1965年に100万人を割り込み、大阪万博のあった1970年にやや持ち直したものの、光化学スモッグ等の環境汚染が要因となって1975年には20万人前後へと激減した。
その後は緩やかに回復傾向を示し、通天閣を舞台としたテレビ番組や串カツ人気の高まりもあって2006年に90万人、2007年に100万人超へと回復した。通天閣の入場者数増加について、通天閣観光は「若い人が新世界に大阪らしい情緒を求めているのだろう」とコメントしている。
入場者の減少のほか、昭和40年代頃には役員の使い込みもあり経営は悪化。このため、玄関の周囲にテナントを入れる、役員報酬と不良社員を大幅に削減するなどの対策を実施。開業54年目の2010年6月30日、入場者数が累計3,500万人を突破した。
2010年代に入ってからは、日本屈指の高さを擁する超高層ビルや展望タワーが日本国内で営業を始める度に、便乗企画を次々と打ち出すことで通天閣自体への集客につなげている。初代通天閣からの開業100周年と東京スカイツリー（高さ634メートル）の営業開始が重なった2012年には、年間入場者数が史上3番目に多い132万人に到達。地上約300メートルの58階 - 60階に展望台「ハルカス300」を設けたあべのハルカスが通天閣から徒歩15分圏内の大阪阿部野橋駅上に開業した2014年3月7日には、「ハルカス300」のグランドオープン（12時）以降の入場者に通常の展望料（大人1名700円）から半額以上安い300円で展望券を販売したところ、通常時の1.5倍もの入場者数を記録した。
2代目通天閣の開業60周年記念日（2016年10月28日）には、通天閣の通天（つうてん）に因んで、大人1名分の当日展望券を一律210円で販売した。
近年は、3月下旬から4月上旬にかけて、1日の平均入場者数が3,000名を超えていた。しかし、新型コロナウイルス (COVID19) 感染拡大の影響で展望台の一時休業へ入る直前（2020年4月上旬）には、入場者数が100名を下回ることもあった。

## 各階の構成と特徴

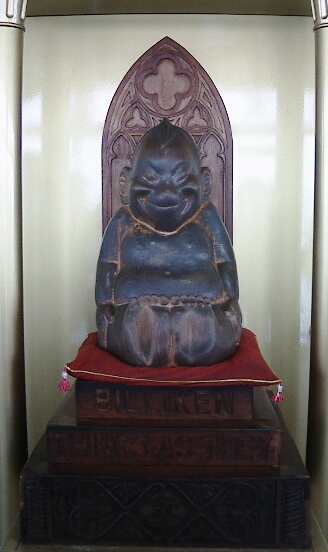
ビリケン像（2代目・1980年-2012年）

### 展望台
五階展望台
5階の展望台には、「足の裏を手で撫でると幸運が訪れる」とされる幸運の神様「ビリケン (Billiken)」の像を安置。台座には、「THE GOD OF THINGS AS THEY OUGHT TO BE」（「全知全能の神」を意味する英語）が記されている。
通天閣にビリケン像が安置されるようになったきっかけは、第二次世界大戦の前に新世界で営業していた遊園地「ルナパーク」が開業した1912年に、当時世界規模で流行していたビリケンの像をルナパーク内の「ビリケン堂」に安置したことによる。1923年にルナパークが閉園した時期を境に、像の行方が分からなくなっていたが、通天閣の3階に「通天閣ふれあい広場」が作られた1979年に復元された。
復元後の木像（2代目）は、後述する3代目木像の設置を機に、「なにわの文化・観光交流大使」として日本各地のイベント会場へ登場。また、通天閣のオフィシャルバンド「通天交響楽団」のメンバーとして、バンドのライブ会場にも展示されている。
初代から数えて通天閣の開業100周年を迎えた2012年に、5階展望台の全面を金色に塗装。「黄金展望台」として4月27日から一般に公開されたことに合わせて、3代目ビリケン像（高さ60センチメートル、幅38センチメートル、奥行41センチメートル、クスノキの一木彫）を5月23日に設置した。設置当初は頭髪を金色に染めていただけであったが、2020年の休業期間中の修復作業で、全身に金粉が施された。
なお、3代目の木像内の空洞にも、全身が金箔で覆われた「金のビリケンさん」（高さ約22センチメートル）が胎内仏のように鎮座。木像へ入れられる直前の2012年10月から11月にかけて、期間限定で一般に公開された。翌2013年からは毎年、2代目通天閣の開業記念日（10月28日）の直前に「金のビリケンさん」を木像から取り出した上で、記念日の前後にガラスケースで一般向けに展示されている。
以前は、展望台からは見える風景や建造物を入場客に説明する目的で、展望ガラスに赤色のペンキで山や建造物の形と名前を描いていた。現在は、展望ガラス上部に掲げた写真などで説明している。
通天閣観光では、2010年10月から2012年9月30日まで、入場者向けの有料オプションサービスとして「通天閣スカイウォーク」（4階の展望台から非常階段経由で「喉仏」と呼ばれる地上約75メートル地点のキャットウォーク上を命綱・ガイド付きで歩行できるサービス）を実施（後述するネオン改修工事期間中は休止）。あべのハルカスのグランドオープン以降は、地上約91メートルの展望台の窓から高さ300メートルのハルカスがきれいに見えることを、広報活動などで強調している。
屋外展望台（天望パラダイス）
2015年12月25日から運用を開始した開放スペース型の展望台で、同年9月から約1億円で整備。5階展望台よりさらに上部（高さ94.5メートル）の屋上へ、全面強化ガラスを円形に貼り巡らせた。営業時間は10時から18時までで、30分単位（先着順で定員30名）の入れ替え制を導入。入場するには、五階展望台内のカウンターで、1名当たり500円の追加料金をあらかじめ支払う必要がある。また、5歳未満の子どもが入場できないほか、荒天の場合には入場を制限。その一方で、入場者に無料で双眼鏡を貸し出すほか、家族連れやカップル向けの貸し切りサービスを随時実施する。
営業開始後初めての改修工事期間（2016年9月 - 2017年2月）には、2016年9月中のみ営業を休止したものの、翌10月から上記の条件で営業を再開している。

### 通天閣地下劇場
地下1階には、1968年に、大小200の水槽を擁した水族館がオープン。相応の人気を博したが、オイルショックの影響で水槽暖房用の灯油を調達できなくなった結果、飼育していた魚類はコイやフナを残して壊滅。1973年10月に閉鎖を余儀なくされた。
1989年からは、地下1階に「通天閣地下劇場」を開設。毎週土曜日と日曜日には、「通天閣歌謡劇場」という名称で、松竹芸能が演歌歌手の歌謡ショーを催していた。また、2001年までは、「通天閣囲碁将棋センター」を併設。映画やテレビドラマのロケにも使われた。
道頓堀にあったB1角座が閉鎖された2008年には、「通天閣地下劇場」というフロアの名称を7月3日から「STUDIO210（スタジオ・ニーイチマル）」に変更。歌謡ショーを「通天閣歌謡劇場」として月曜日に継続する一方で、土・日曜日には、「通天閣劇場 TENGEKI」と称して松竹芸能に所属する芸人による落語や漫才の興行を催していた。
現在は、通天閣の公式音楽バンドであるイーゼル藝術工房と、同バンドがプロデュースを行っているアイドルグループ『まいどリームス』『ハンバーガールZ』が毎週末、コンサートを開催している。

### 館内施設
「TOWER SLIDER」が営業を開始した2022年5月9日時点での構成に準拠
- 5階：黄金の展望台（地上87.5メートル）
  - 今宮戎神社を北西方向に望めることから、ビリケン像を囲む格好で、七福神のミニチュア木像を窓際へ1つの方角につき1体ずつ設置。ビリケン像と合わせて「八福神」と称するほか、全ての木像の下にスタンプを置いている。
  - ビリケン像を中心部の北側、サービスカウンター（「天望パラダイス」の受付など）を南側、ビリケン像に因んだ非売品グッズのショーケースを西側に設置。ビリケン像の周囲では、写真を2枚撮影するサービスを実施するとともに、最初の1枚を組み込んだカードを無料で進呈している（残りの1枚は有料扱い・任意で購入）。
- 4階：光の展望台（地上84.0メートル）
  - 「“ヒカリモノ”（光る物体）がなぜか好き」とされている大阪の人々のイメージを踏まえて、日没後に派手な照明とミラーボールを点灯。以前は5階に設置されていた「しゃべるビリケン像」（奈良県黒滝村産の木材を彫ったミニチュアのビリケン像）を移設しているほか、全日本タワー協議会が2010年から加盟の全タワー（2020年までは20か所→2021年以降は19か所）で実施しているスタンプラリー用のスタンプ台を設置している[81]。
  - 5階から移動する場合に屋内階段しか利用できないが、階段からの入口には、「夢をかなえるゾウ」という触れ込みでガネーシャ像を設置している。
- 3階屋上：通天閣庭苑（つうてんかくていえん：地上26.0メートル）
  - タカショー（和歌山県海南市のガーデンライフスタイルメーカー）のプロデュースによる日本庭園で、初代の通天閣に実在していた「空中庭園」を再現すべく、かつてビアガーデンに使われていた中層階屋上のスペース（約400平方メートル）に2017年10月27日から開設。有効面積は227平方メートルで、「風、光、水、緑、そして心」をテーマに、人工の竹垣、フェイクグリーン、石灯籠などを設置している[82]。
  - 3階との往復には階段しか利用できないが、日没後にはライトアップを実施している。
- 3階：トップフロアー / 「TOWER SLIDER」の入口（地上22.0メートル）
  - かつて「イベントホール」に使われていたスペースに、ルナパークのジオラマや、当時の写真を展示。改装の当初は、前述したガネーシャ像も設置していた。
  - フロアーの一角は、「カフェ・ド・ルナパーク」（マザー牧場プロデュースのレストランでテラス席21席・テーブル席20席を設置）や「わくわくスポット ぐりこ・や」（大阪市内に本社を置く江崎グリコの直営店）に充てられている。また、ポッキー（グリコの看板商品）にちなんだゲーム機や、「ポッキー」の空箱をハート型に配置した撮影スポットも設置。このスポットには、真鍮製の「幸せの鐘」を天井から吊り下げている。
- 2階：アンダーフロアー（地上18.0メートル）
  - 円形エレベーターと展望エレベーター（「黄金の展望台」へ向かうエレベーター）の乗り継ぎフロアーで、「TOWER SLIDER」の入口に通じる螺旋階段への出入口。
  - フロアー内では「ヂャンヂャン町」（売店）が営業しているほか、ゆでたまご（大阪市内出身の漫画家ユニット）が新世界の活性化に向けて協力した「新世界100周年 キン肉マンプロジェクト」のアーカイブコーナーである「キン肉マンミュージアム」を、「キンニクの日」に当たる2012年6月29日から開設。「出世駒」（手を触れながら出世運の上昇を祈願できる「と金」のモニュメント）、「ビリケン」のコイン投げゲームスポット、セルフ式の「ビリケン御守りカード」販売機も設置されているが、フロアー内は原則として一方通行である。
  - かつては貸卓球台も設置。免震化工事の完了直後は、免震装置の仕組みを解説するパネルや、装置のミニチュア模型を展示していた。
- 1階
  - 通天閣地下への入口（2か所）
  - 展望台からの出口
    - 免震化工事完了後の2021年6月に実施した「通天閣わくわくランド」のリニューアルを機に、展望台への入口の順路を「わくわくランド」のある地下1階経由に一本化[83]。逆に、展望台からの退場に際しては、2階から円形エレベーターか（エレベーター外側の）螺旋階段を利用できる。

  - 「王将」碑（脚部の西側に設置）
    - 坂田三吉（大阪市の出身で新世界と縁の深い将棋棋士）の偉業を称えるべく建立され、1969年10月28日に除幕式が行われた[5][84]。
- 地下1階（入場無料）：展望台への入口 / 「TOWER SLIDER」の終点（お帰り口）
  - 展望券 / 「TOWER SLIDER」のチケット売場と、円形エレベータの乗り場を併設。「TOWER SLIDER」の利用客はこのフロアーまで滑り降りるため、再び利用するには、チケットの再購入を要する。展望台についても、いったん退場してからは、入場時に提示したチケットでの再入場を認めていない。
  - かつては水族館や「通天閣地下劇場」に使われていたが、「通天閣地下劇場」の閉館（2013年9月23日）を機に、「通天閣わくわくランド」（江崎グリコ・日清食品・森永製菓のアンテナショップ）や「STUDIO210」（床面積80平方メートル）に転用。「STUDIO210」は、混雑時の待合スペースや、日本各地の土産用食品の在庫品売場に活用されている[83]。
- 展望台のさらに上、テレビ中継室[85]と呼ばれる部屋には放送用の機材は特になく、天井から「通天閣再建由来記」の入った茶壺がつり下げられているという[86]。由来記は巻物状であり、2012年現在は茶壺から出され、4階で展示されている。
- 展望台の下、高さ75メートルの位置から長さ9メートルの鉄骨製の錘状突起（通称「喉仏」）が4方向に突き出ているが、これは季節やイベントに応じて万国旗やこいのぼりなどを吊り下げるためのアームに使われる。

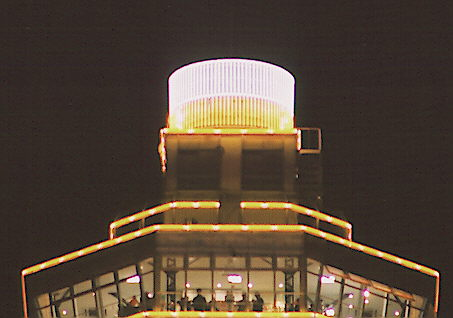
2022年7月31日まで提供していた天気予報サービス用のネオンサイン
----
この場合には、「晴時々曇」もしくは「晴後曇」を示していた。なお、「天望パラダイス」は、ネオンの直下に位置する。

### ネオンサインから「ライトアップの全面LED化」へ
夜間には、ネオンを点灯させることで塔全体を彩っている。また、時刻が正時（0分）へ差し掛かるたびに、東面にある大時計の文字盤が鮮やかなグラデーションで光る。ネオンは点灯と消灯を繰り返すにつれて明度が落ちることから、およそ5年ごとに更新されていて、2017年からは13代目のネオンを設置していた。ちなみに、通天閣観光ではネオンの管理業務を大阪クロード（大阪市淀川区）に委託している。
再建50周年を迎えた2006年の改修工事で、大時計の形を丸から八角形、ネオンの基調色を黄金色と白色に変更した。さらに、2011年7月からネオンサインの改修工事を実施した後に、同年10月28日からネオンの点灯を再開。4種類の色を発していた広告部分のネオン管の大部分を6色のLED管に変更することによって、消費電力を抑えつつ、多彩なイルミネーションを実現した。
2016年9月からの再建60周年改修工事（前述）では、工事前まで長らく東面に設置していたアナログ時計を、季節に応じたデジタル時計や歴代の時計盤面デザインなどを表示できるLEDの動画ビジョンに変更。ネオンサインで表示する広告の文言も一新した。さらに、使用するLEDの総数を19,650個から32,579個、LEDで表示する色彩数を6色から12色に増加。このため、月替わりで1色ずつ表示する方式のライトアップが可能になった。
2018年9月に大阪市内を通過した台風21号では、市内で最大瞬間風速 47.4m/sを記録した4日に、飛来物によってネオン管が破損。雨水によって機器が故障したことも重なって、日立製作所のネオン広告の一部や天気予報（後述）を表示できなくなったため、翌5日からライトアップを見合わせていた。災害によるライトアップの休止は、1957年の開始以来初めてで、休止中には住民や観光客などから「街が暗い」などの苦情が寄せられていた。しかし、破損・故障個所の修復を急いだ結果、同年11月1日からライトアップの再開に至った。
2025年開催の大阪・関西万博に向けたリニューアル工事に伴う措置で、2022年8月1日から2023年9月21日までの期間にも、ネオンの点灯を休止していた。このリニューアル工事では、およそ4万個のLED電球によって「ライトアップの全面LED化」を実現させ、LED電球によるライトアップが映えるように塔体の塗色が従前の濃いグレーからポップシルバーという白に近い色へ変更された。さらに、大時計用のLEDビジョン設置個所が東面から南面に変更され、南面の広告が「LEDサイネージビジョン」（高さ約32m×横3mのデジタルサイネージ）に取り替えられた。大時計の設置個所の変更はアナログ時計時代を通じて初めてで、「LEDサイネージビジョン」と合わせて南面に設置したのは、国内外からの観光客の多くが南側の地上を歩いていることによる。「LEDサイネージビジョン」は縦方向でのスクロール表示に対応しているため、表示するメッセージの文字数を制限しなくても済むばかりか、（大阪・関西万博などで）海外から来阪する観光客に合わせて同じ内容のメッセージを多言語で発信できるようになった。
なお、塔頂上には1979年4月28日から天気予報用のネオンサイン（翌日の天気予報を4色＜晴＝白、曇＝橙、雨＝青、雪＝ピンク＞のネオンで示す装置）が設置されていた。この装置は日立製作所製で、日本気象協会関西支社と専用回線で接続。気象協会職員の遠隔操作によって予報を表示していた。朝日放送テレビ（当時の社名は朝日放送）が関西ローカルで深夜帯に放送している『お天気のお知らせ』では、日立製作所が当時単独でスポンサーに付いていたことから、この装置を天気予報字幕の背景映像やCMで紹介。その一方で、例年は大阪で降雪が観測されることが少ないため、ピンク色のネオンが点灯される頻度が他の色のネオンより極めて低かった。
もっとも、塔頂上からの天気予報サービスの提供は、2022年7月31日（日曜日）の22時で終了。通天閣観光によれば、「インターネットを通じて（外出中にもモバイル端末を通じて）簡単に天気予報が分かる時代に入ったことで、（ネオンのLED化以降もネオンを一晩中点灯させるだけで莫大な経費を要していた）天気予報サービスの役目は終わった」とのことで、同日には「晴れのち曇」の予報に合わせて上段に白色・下段に橙色のネオンを点灯させた。2022年8月から2023年9月までのリニューアル工事では、天気予報用のネオンに代わって、イルミネーション用のトップライトを塔頂部に設置。さらに、東側から南西側へ移設した大時計用のLEDビジョンに、現在の温度・湿度のデータを大時計の映像（アナログとデジタルの2パターン）と交互に映し出すようになった。

### 行事
2代目通天閣が完成した1956年からの恒例となっている年末イベントとして「干支の引き継ぎ式」が執り行われている。ここでは本物の動物が登場するが、辰年の場合はグラスに入ったタツノオトシゴとなる。2020年から2022年まではコロナウイルスのクラスターを懸念して通天閣でのイベントは中止となった。通天閣のイベントとしての「干支の引き継ぎ式」は2023年から再開した。
毎年2月には、「大阪府民・大阪市民の繁栄と幸福」を祈願する「節分福豆まき」も恒例行事として行われている。
開業100周年を記念して、通天閣史上初のオフィシャルバンド『通天交響楽団（イーゼル芸術工房）』が結成された。引退となった2代目のビリケン像は『イーゼル芸術工房』に譲渡され、メンバーとして加入した。

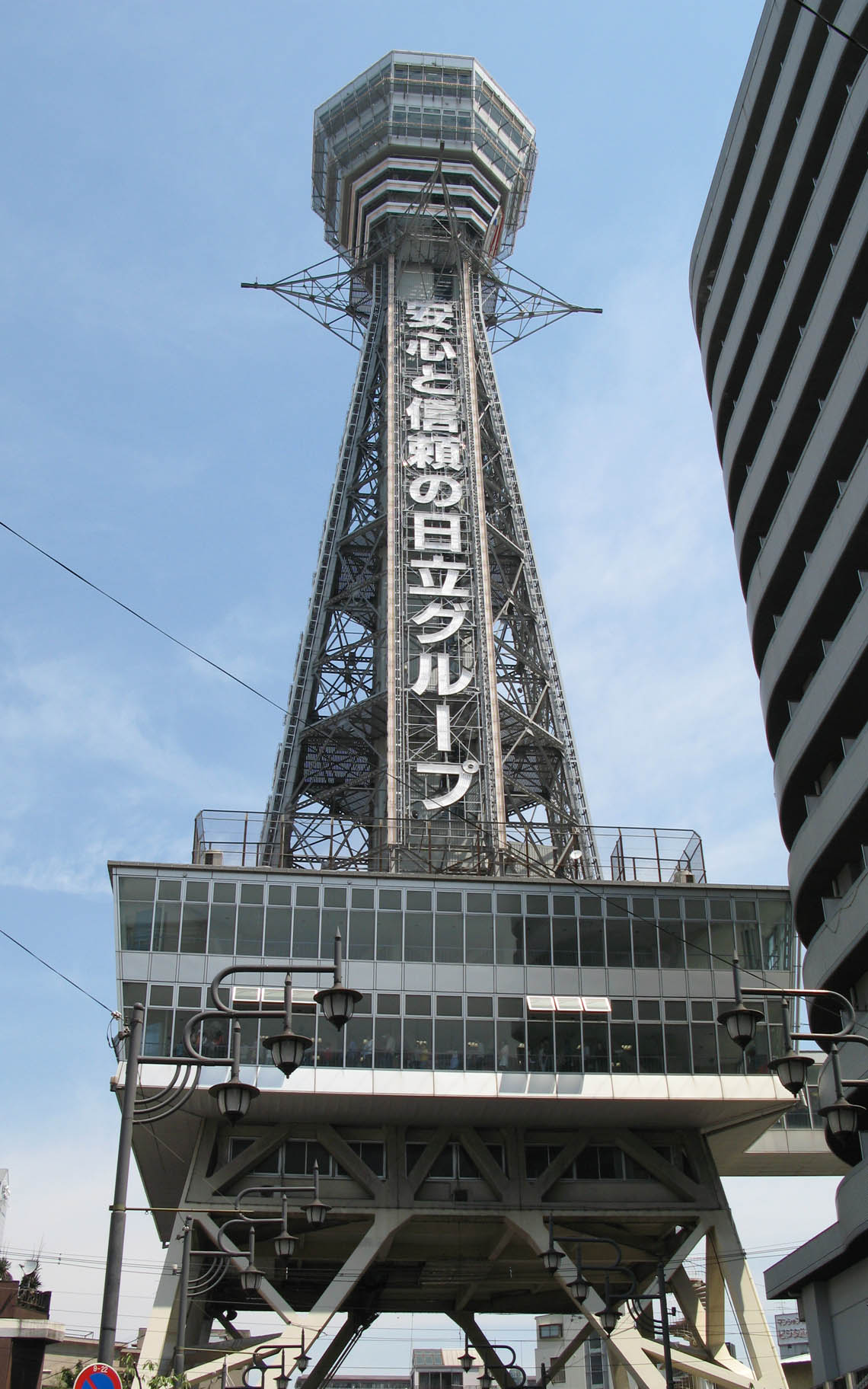
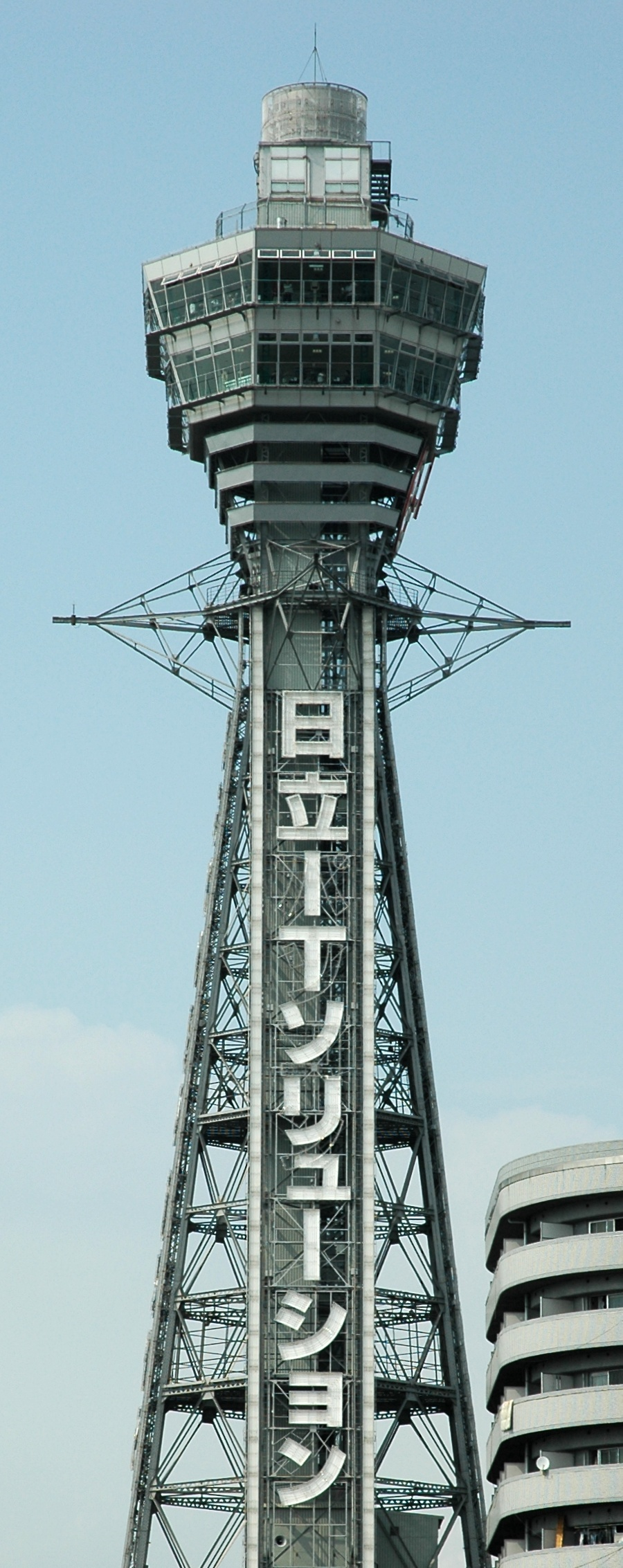
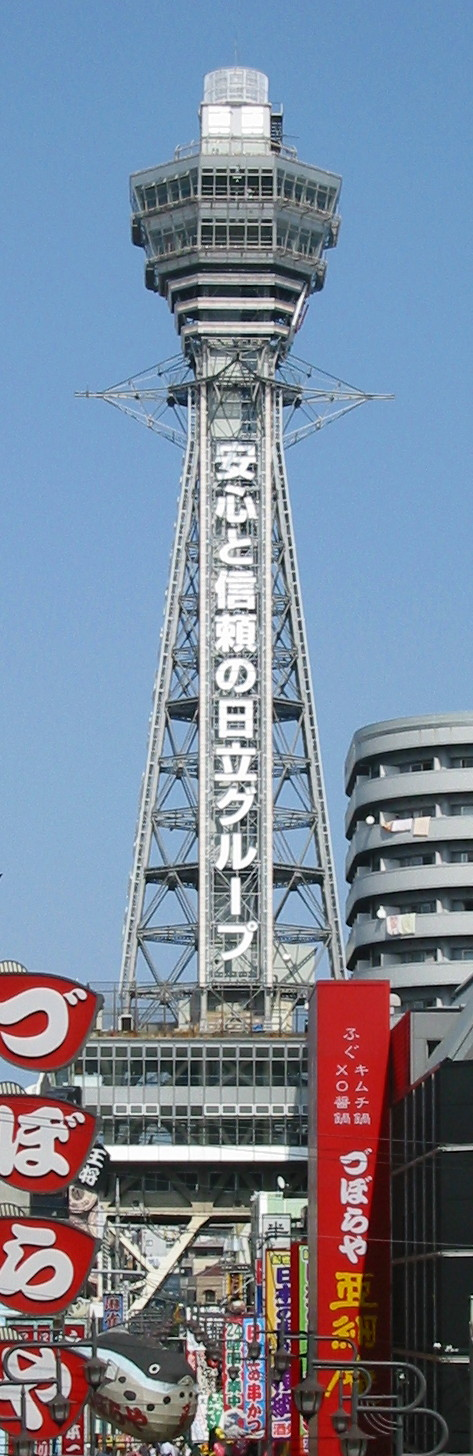
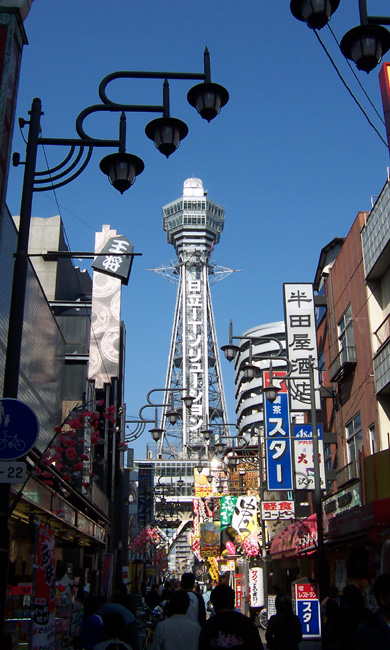
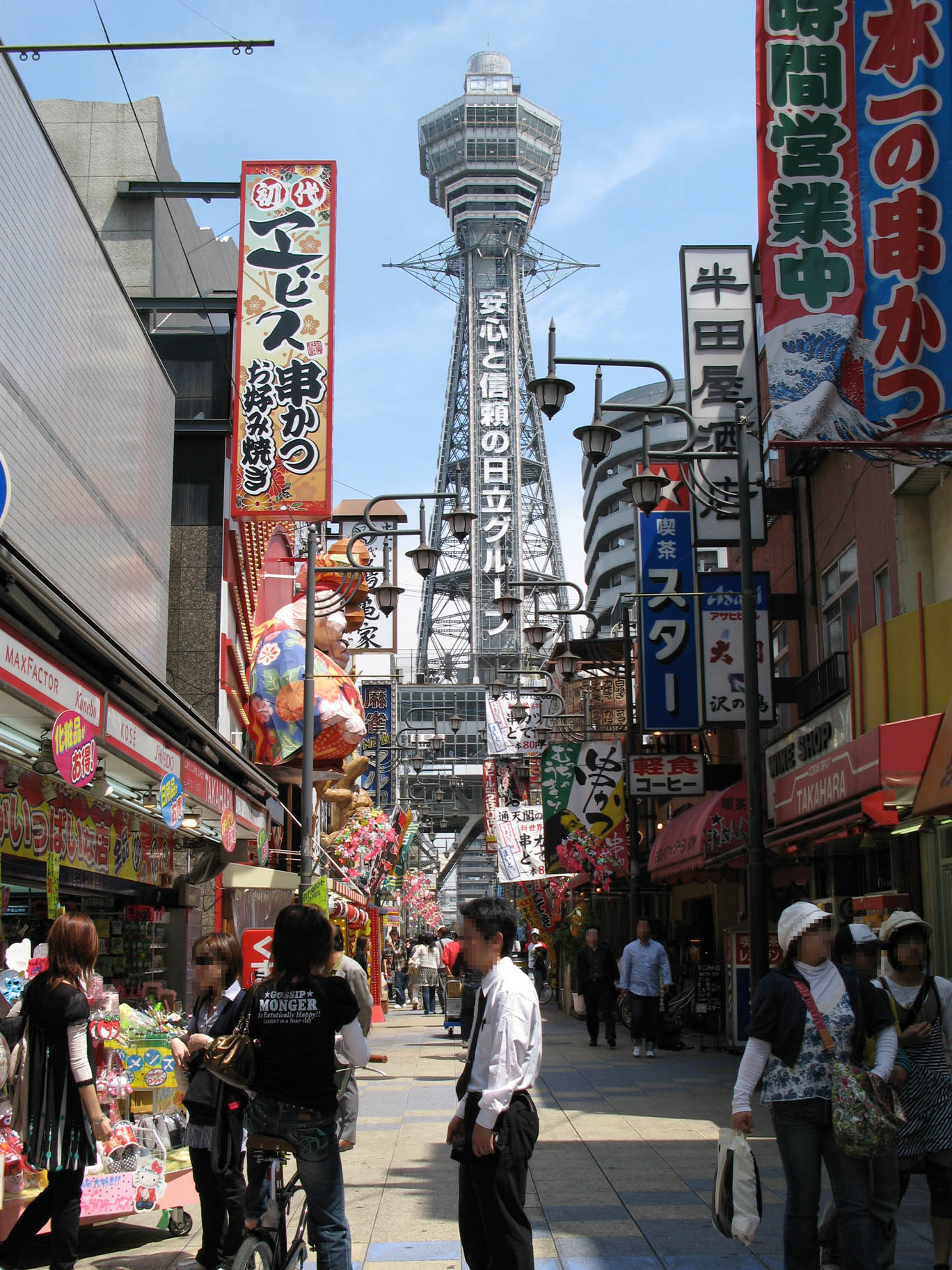
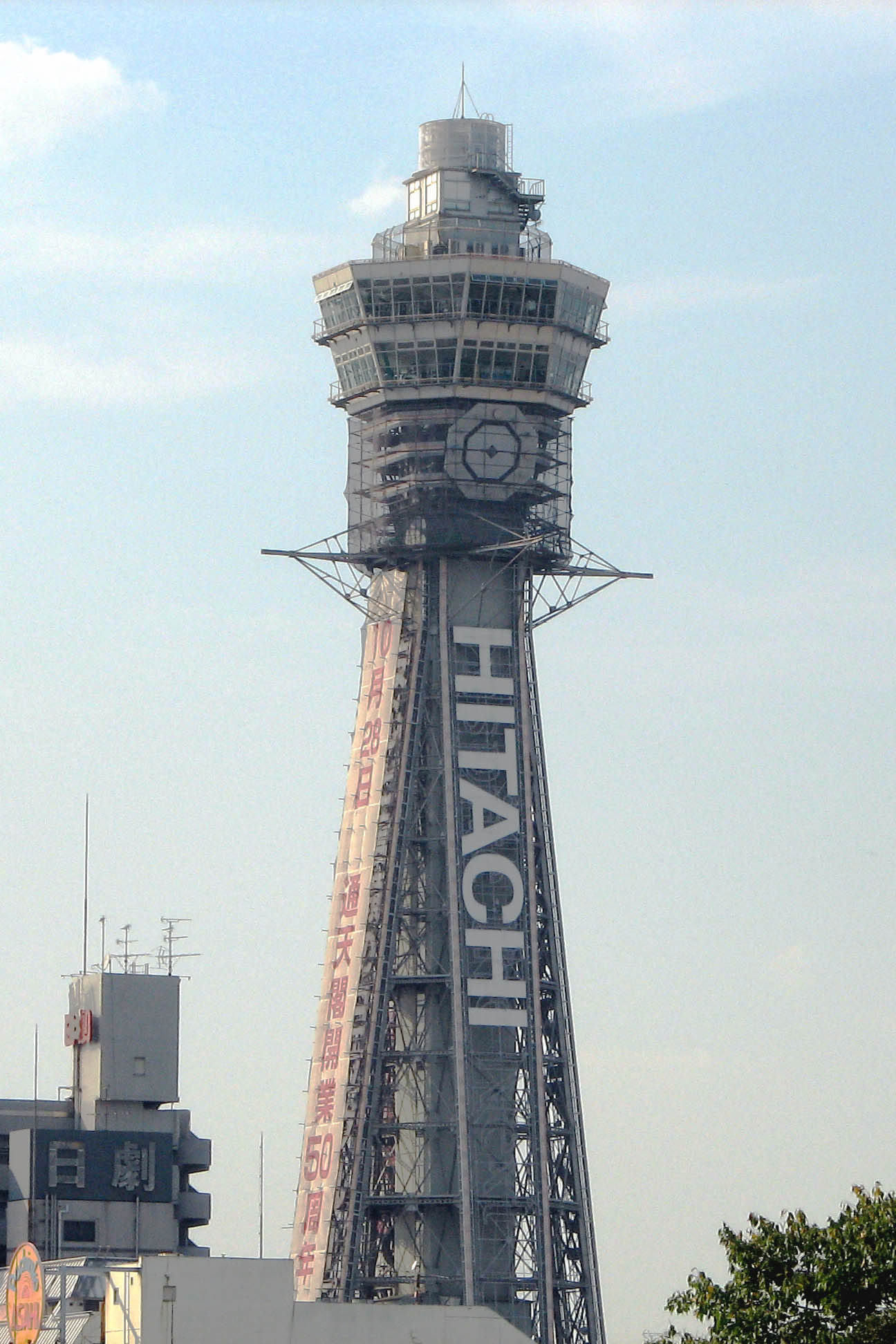
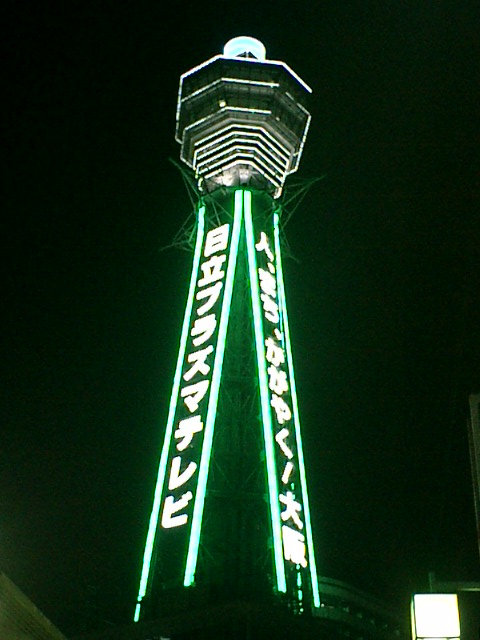
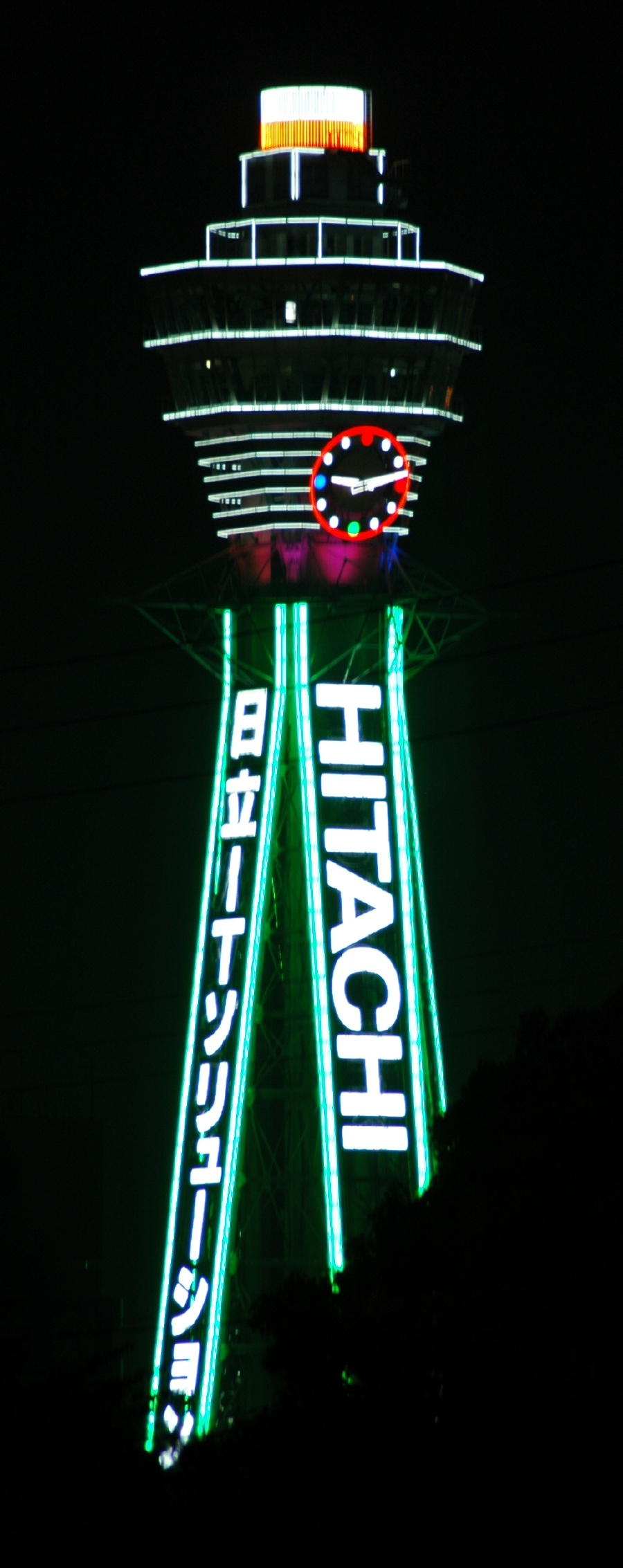
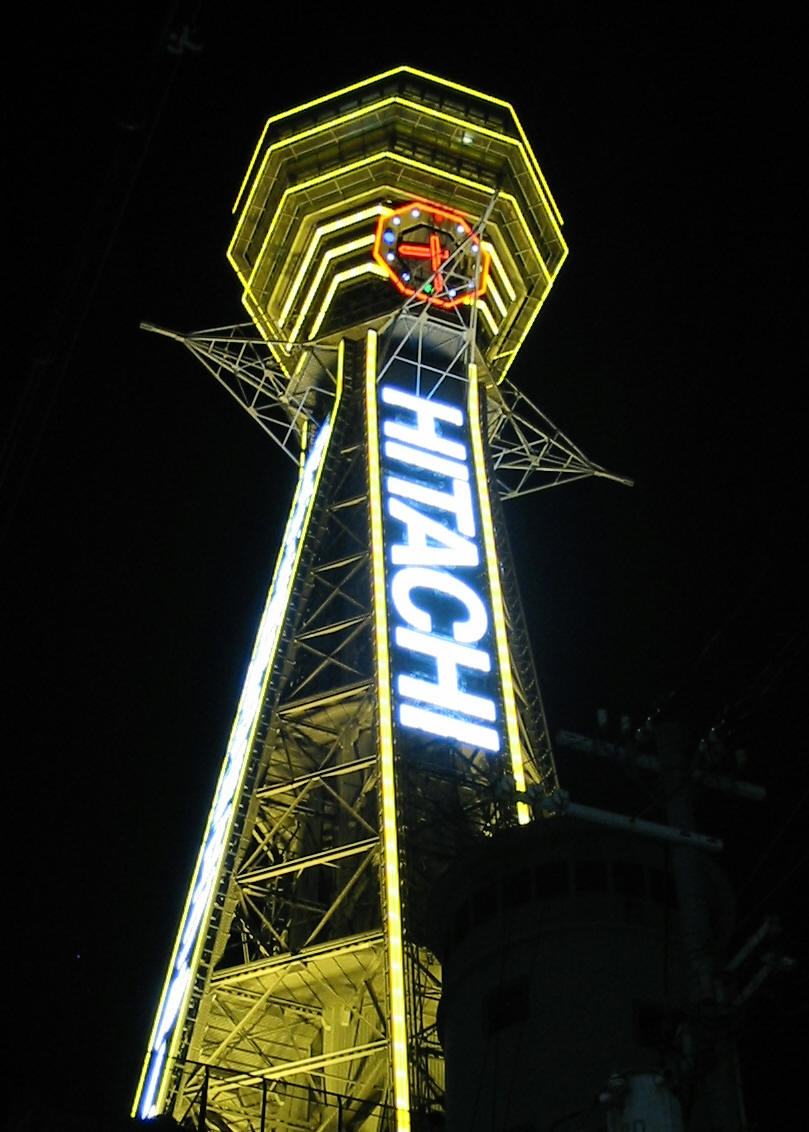

## 受賞歴
- 2003年4月11日 - 大阪市の都市景観資源に指定[5]
- 2014年8月26日 - 生きた建築ミュージアム・大阪セレクションに選定[5]
- 2017年6月19日 - 第51回日本サインデザイン特別賞受賞[5]
- 2018年2月23日 - BELCA賞ロングライフ部門受賞[5]

## 通天閣が登場する作品
大阪を代表する施設として、大阪を舞台にした様々な作品の舞台で使われている。
演劇
- 『王将』1947年

映画
- 『大怪獣決闘 ガメラ対バルゴン』1966年
- 『侠客の掟』1967年
- 『ガメラ対大魔獣ジャイガー』1970年
- 『（秘）色情めす市場』1974年
- 『資金源強奪』（監督：深作欣二）1975年
- 『男はつらいよ 浪花の恋の寅次郎』1981年
- 『野獣刑事』（監督：工藤栄一）1982年
- 『王手』（監督：阪本順治）1991年
- 『ビリケン』（監督：阪本順治、二代目通天閣40周年記念映画）1996年
- 『大阪物語』 （監督：市川準）1999年
- 『名探偵コナン 世紀末の魔術師』（監督：こだま兼嗣）1999年
- 『SHINSEKAI 〜あなたの愛を見つける街〜』2011年
- 『翔んで埼玉 〜琵琶湖より愛をこめて〜』（監督：武内英樹）2023年

Vシネマ
- 『猫耳戦姫アカネックス』
- 『影の交渉人 ナニワ人情列伝』
- 『岸和田少年愚連隊 カオルちゃん最強伝説 EPISODE-2 ロシアより愛をこめて』

ゲーム
- 『初代熱血硬派くにおくん』テクノスジャパン、1992年
- 『通天閣』ソニー・ミュージックエンタテインメント、1995年
- 『龍が如く2』セガ、2006年

テレビドラマ
- 連続テレビ小説（NHK、大阪放送局・制作）
  - 『心はいつもラムネ色』
  - 『ふたりっ子』
  - 『わろてんか』- 上述の吉本興業（作中では「北村笑店」）による買収と火災に伴う解体が描かれた[100]。
- ウルトラシリーズ（円谷プロ・制作）
  - 『ウルトラマンダイナ』（毎日放送）
  - 『ウルトラマン列伝』（テレビ東京）
- 『仮面ライダーW』第30話（テレビ朝日、東映・制作）
- 『花影忍法帳コミ☆トレ』（NHK、大阪放送局・制作）
- 『半沢直樹』（TBS）

テレビアニメ
- 『スマイルプリキュア!』第14話（ABC、東映アニメーション・制作）
- 『プリパラ』3rdシーズン・第116話からのエンディング（テレビ東京・制作）

小説
- 『黒蜥蜴』江戸川乱歩、1934年
- 『花のれん』山崎豊子、1958年

漫画
- 『こちら葛飾区亀有公園前派出所』143巻、195巻

音楽
- 『王将』村田英雄、1961年
- 『大阪ぐらし』フランク永井、1999年
- 『好きやねん、大阪』関ジャニ∞、2005年
- 『大阪LOVER』DREAMS COME TRUE, 2007年

ミュージックビデオ
- 『大阪通天閣―社長室長30歳お誕生日篇』ピットブル日本向けPV（出演：イルマニア、竹下壽晃）

## 通天閣がニックネームとして登場するケース
- マンガ『ドカベン』の登場人物・坂田三吉は投球を天高く放物線を描く「通天閣投法」や「通天閣打法」「通天閣捕球」など一連の秘技にこの塔の名を関している（ちなみに坂田は「通天閣高校」という架空の高校の出身という設定）。
- 女子プロレスラーのダイナマイト・関西は、ジャンピング系パワーボムの一種である「スプラッシュマウンテン」をフィニッシュホールドとして確立する以前、スプラッシュマウンテンと同様の体勢からジャンプせずに投げっぱなし式パワーボムを打つ技を「通天閣スペシャル」と称してフィニッシュホールドに用いていた。また、新日本プロレス所属のレスラーで、大阪出身でもあるマスター・ワトのジャーマンスープレックスホールドは、その高さからファンや解説者に「通天閣ジャーマン」と呼ばれていたが、通天閣の公式Twitterアカウントが言及した事により正式名称となった[101]。
- 2013年後期のNHK連続テレビ小説『ごちそうさん』の登場人物・西門悠太郎（演：東出昌大）は大阪弁を話すことと主人公・め以子（演：杏）を上回る長身から「通天閣」というあだ名を付けられた。
- 元気のレースゲーム『首都高バトル01』では阪神エリアに「TuTenKaku」というチームが存在する（なお、ゲームのOPにてスープラが止まっている場所に通天閣が登場する）。
- AmazonのAlexaが歌う曲「関西弁の歌」でも通天閣が登場する。

## アクセス
- Osaka Metro堺筋線 恵美須町駅から徒歩3分
- 阪堺線 恵美須町停留場から徒歩3分
- Osaka Metro御堂筋線・堺筋線 動物園前駅から徒歩6分
- 阪堺線 新今宮駅前停留場から徒歩6分
- JR 新今宮駅（通天閣口：東口）から徒歩6分
- 南海 新今宮駅から徒歩8分
- 南海 今宮戎駅から徒歩8分